# Вертеп у Србији
Вертеп је обред посвећен рођењу Исуса Христа. Изводе га, као игроказ, обредне поворке које за време Божићних празник походе домаћинства. По својој морфологији обред је повезан са коледарским поворкама и представља управо христијанизовани облик претхришћанских веровања и обичаја.
Игроказ се изводи у виду луткарске представе на посебно направљеној, малој преносивој бини у виду дрвеног сандука са једном отвореном страном, унутар кога је направљена позоришна сцена. Вертепска традиција у историји српског луткарства и обредно-религиозног позоришта дуга је око 200 година. У српским писаним изворима Вертеп се јавља 30-их година 18. века, а током 19. века постаје масовна појава у данашњој Војводини и у Србији.
Године 2018. вертеп је, као део културног наслеђа, увршен у Национални регистар нематеријалног културног наслеђа Србије.

## Етимологија
Писац, историчар српске књижевности, преводилац и професор универзитета Милорад Павић о овом обичају каже:
„Још 30-их година 18. века у Београду и Карловцима ученици су о Божићу носили вертеп својим старијима и самоме митрополиту и архиепископу београдском Вићентију Јовановићу.”

Реч вертеп потиче из старословенског језика (стсл. врътъпъ, вьртьпъ, вєртє́пъ) и значи „пећина”. У руском, као и у српском језику овај обред назива се вертеп, док се у белоруском назива батлейка.
Реч се односи и на специфично преносиво луткарско позориште, уско повезано са овим обредом – Вертеп:
1. Јаслице, приказ Витлејемске пећине коју деца симболично носе за Божић, од куће до куће, уз песму
2. Минијатурно луткарско позориште које представља сцене Христовог рођења; народно луткарско позориште, које се састоји од двоспратног дрвеног сандука.

Назив је повезан са првим сликама из живота Исуса Христа, у пећини у којој су га скривали од цара Ирода.

## Историја
Појам вертеп настао је према називу специфичног облика луткарског позоришта, чије представе су се изводиле током Божићних празника и приказивале сцене Христовог рођења, комбиноване са веселим сценама из свакодневног живота. Ове вертепске представе датирају из касног 16. века, а настале су у Украјини, одакле су се врло брзо прошириле међу источнословенским етничким групама. Своју популарност ове позоришне представе су достигле у другој половини 18. века, када се јављају и у Русији, а касније и у Србији. Развоју вертепа допринели су студенти Кијевско-махилске академије, као и путујуће позоришне трупе.
Током времена развила су се и правила за конструкцију бине, број, карактер и конструкцију лутака, као и костиме, музику и сценарио. Секуларни део представе често је приказивао савремене догађаје догађаје, па се тако, на пример, лутка козака појавила током владавине Катарине Велике.

### Вертеп у Србији
Вертеп се у писаним изворима код Срба спомиње од тридесет и четрдесетих година 18. века а дошао је из Украјине као школска драма. Верује се да су овај руско-украјински божићни обичај увели руски учитељи који су дошли у Београд и Сремске Карловце. Има потврда о вертепу у Карловцима 1740, а митрополит Павле Ненадовић је између 1749. и 1769. давао дарове за вертеп. Хоповски манастирски старешина је 1758. даровао ђаке који су му донели вертеп.
Зна се да се вертеп 1799. и 1800. године носио и у Сегедину, а у 19. веку постао је масовна појава у данашњој Војводини и Србији, па вертепски стихови често улазе и у грађанске песмарице. Као народни обичај сачувао се до данас.
У прво време вертепаши су обилазили само угледне личности, а касније су почели да иду од куће до куће.

#### Први писани извори у Србији
Забележено је да су ђаци у Карловцима 1761. певали уз вертеп песму свога учитеља Јована Рајића, који је и касније писао пригодне стихове уз вертеп. У књизи Песни различнија на господскија празники, објављеној 1790. године у издању новосадског књижара Дамјана Каулиција, објављене су поред осталих и песме које су певане уз вертеп. Први дијалошки текст сачуван је такође из 18. века. Текст вертепа у српској традицији углавном је устаљен и разликује се од онога који се изводио у Русији и Украјини. Аутор текста је непознат.

## Опис обреда
Сама представа је стандардизована изведба рођења Исуса Христа, са веселим интерлудијама које приказују свакодневни живот. Може имати од 10 до 40 ликова, a обавезни су: црквењак, анђели, пастири, цар Херод, три краља, Сотона, Смрт... Свим луткама обично управља једна особа, вертепник. Типична бина, у украјинској традицији, је двоспратни дрвени сандук у облику зграде. Религиозни део представе одвија се на вишем нивоу, секуларни на нижем.
У српској традицији, вертепаши, маскирани ђаци, носе макету цркве или пећине – већи сандук, богато украшен и обојен. Сандук нема једну од дужих бочних страна, тако да подсећа на модел бине. Унутрашњост кутије је осветљена и представља витлејемску пећину са ликовима библијске приче о рођењу Исуса Христа.
Пред том покретном сценографијом игроказ се изводи у два дела. Први део је са библијском тематиком и сакралног карактера, док је други део профане садржине и описује сцене из свакодневног живота:
- У првом делу вертепа наступају три цара, мудраца са истока, Гашпар, Мелхиор и Валтазар, који су вођени звездом репатицом дошли на поклоњење новорођеном Христу и донели му дарове. Они, представљајући се, описују тај догађај. Са њима улази у препирку јудејски цар Ирод, чијом се орацијом завршава први део вертепа
- Други део има световни карактер. Сачувани рани текстови показују чак извесну војвођанску локалну боју. Наступају Чобанин и три „губе” – чича-Ђука, чича-Тодор и чича-Петар (ово су најчешћа, али не и једина имена). У овом делу игроказа текст је оригиналан, са доста импровизација и има хумористичко-сатиричну интонацију.[3]